# José León Bernal
Artikeln följer den spanska namnseden; faderns efternamn är León och moderns efternamn Bernal.
José León Bernal, född 3 februari 1995, är en spansk fotbollsspelare som spelar för Tenerife.

## Karriär
I februari 2019 lånade Rayo Vallecano ut León till AFC Eskilstuna på ett låneavtal fram till den 30 juni 2019.
Den 30 augusti 2019 värvades värvades León av Fuenlabrada, där han skrev på ett ettårskontrakt. Den 20 september 2020 värvades León av Alcorcón.
Den 20 juni 2021 värvades León av CD Tenerife, där han skrev på ett tvåårskontrakt. I maj 2022 förlängdes Leóns kontrakt fram till 2024.